# Ahedo (Valle de Mena)
Ahedo, históricamente conocida como el Hayedo de Angulo, es una de las siete localidades que forman parte de la entidad local menor española de Angulo. Se encuentra situada al noroeste de la comarca de Las Merindades, en la provincia de Burgos, comunidad autónoma de Castilla y León.  
Pertenece al municipio de Valle de Mena y al partido judicial de Villarcayo.

## Geografía
Situado a pie del Pico del Aro, a 23 km al este de Villasana de Mena y 128 kilómetros al nordeste de la ciudad de Burgos (ruta recomendada), a medio camino entre Villasana de Mena y Arceniega, se encuentra rodeado por abruptas montañas y frondosos hayedos. Este valle se encuentra en las estribaciones orientales de los Montes de La Peña, entre Sierra de Carbonilla (también conocida por los lugareños como Sierra de Gurdieta) y los promontorios rocosos calizos de la Sierra de Salvada.

### Demografía
En el año 2024 contaba con una población de 2 habitantes, un varón y una mujer.

### Comunicaciones
Atraviesa el valle, en dirección norte (límite con la provincia de Álava- A-2602 )-sur (Trespaderne) la carretera  BU-550 , que forma parte de la Red Complementaria Preferente de la Red de Carreteras de Castilla y León. De esta vía parte la carretera provincial  BU-V-5502 , que sirve de acceso a Encima-Angulo, desde donde se accede a este lugar. La carretera conduce a Las Fuentes, Abadía y Cozuela. Una vez rebasado este último lugar, parte un camino que nos conduce a Martijana y después a La Abadía, continuando hasta Oseguera donde finaliza. Desde Cozuela, la carretera continúa hacia el pueblo de Añes en la Tierra de Ayala.

## Patrimonio
En Ahedo, destaca la Iglesia de San Martín y una casa solariega.